# Tepa brevis
Tepa brevis är en insektsart som först beskrevs av Van Duzee 1904.  Tepa brevis ingår i släktet Tepa och familjen bärfisar. Inga underarter finns listade i Catalogue of Life.